# Rostfleckiger Helmling
Der Rostfleckige Helmling oder Rostige Helmling (Mycena zephirus) ist eine bioluminiszente Pilzart aus der Familie der Helmlingsverwandten (Mycenaceae). Die Fruchtkörper erscheinen von September bis November bevorzugt in Nadelwäldern. Der Pilz ist kein Speisepilz.

## Merkmale

### Makroskopische Merkmale
Der Hut ist 2–4 cm breit, anfangs glockig, doch schon bald ausgebreitet oder flach gebuckelt. Die Oberfläche ist gerieft bis radial gefurcht und schmutzig weißlich, blass cremefarben bis graubraun gefärbt und zeigt schon bald braunrote Flecken. Der Scheitel ist typischerweise fuchsigbräunlich gefärbt.
Die Lamellen sind ausgebuchtet am Stiel angewachsen oder laufen mit Zahn etwas daran herab. Sie stehen entfernt und sind am Grund leicht aderig verbunden. Junge Lamellen sind weißlich, bekommen aber schon bald rostbraune oder fleischrosa Flecken. Das Sporenpulver ist weiß.
Der röhrige, feinschuppige Stiel ist 6–8 cm lang und 0,2–0,4 cm breit. Er ist creme- bis graubräunlich und zumindest in der unteren Hälfte im Alter braunrot gefärbt. Die Stielbasis ist weißfilzig bis striegelig. Das dünne, weißliche Fleisch riecht und schmeckt schwach rettichartig.

### Mikroskopische Merkmale
Die schmalen, fast zylindrischen Sporen sind 10–13 µm lang und 4–5 µm breit. Die stumpf spindeligen bis leicht verzweigten Zystiden sind glatt.

## Artabgrenzung
Der recht ähnliche Gefleckte Helmling (Mycena maculata) wächst meist büschelig auf oder an totem Laub- oder Nadelholz.

## Ökologie und Verbreitung

Europäische Länder mit Fundnachweisen des Rostfleckigen Helmlings.
Legende:
grün = Länder mit Fundmeldungen
cremeweiß = Länder ohne Nachweise
hellgrau = keine Daten
dunkelgrau = außereuropäische Länder.

Die Fruchtkörper des Rostfleckigen Helmlings erscheinen von September bis November. Sie wachsen meist truppweise unter Nadelbäumen, vor allem in moosreichen Tannen- und Gebirgsfichtenwäldern.

## Bedeutung
Der Rostfleckige Helmling ist kein Speisepilz.